# Alipiusz (Kozoli)
Alipiusz, imię świeckie Anatolij Wasiljewicz Kozoli (ur. 27 października 1971 w Kalinówce, zm. 16 listopada 2021) – biskup Ukraińskiego Kościoła Prawosławnego Patriarchatu Moskiewskiego.

## Życiorys
Urodził się w rodzinie robotniczej. Po odbyciu zasadniczej służby wojskowej wstąpił w 1991 do seminarium duchownego w Odessie. 11 września 1993 złożył wieczyste śluby zakonne. 26 września tego samego roku arcybiskup symferopolski i krymski Łazarz wyświęcił go na hierodiakona, zaś 3 października – na hieromnicha. Został skierowany do pracy duszpasterskiej w parafii św. Nino w Hasprze. Ukończył naukę w seminarium duchownym w Kijowie (2001) oraz Kijowską Akademię Duchowną (2006). W tym samym roku otrzymał godność ihumena, zaś w 2009 – archimandryty.
9 września 2009 Święty Synod Ukraińskiego Kościoła Prawosławnego nominował go na biskupa dżankojskiego i rozdolnieńskiego. Uroczysta chirotonia miała miejsce 14 lutego 2010 w ławrze Peczerskiej.
17 sierpnia 2016 został podniesiony do godności arcybiskupa, a 3 lata później otrzymał godność metropolity.
Zmarł w 2021 r. Pochowany przy soborze katedralnym Opieki Matki Bożej w Dżankoju.